# Нордкапська течія
Нордкапська течія — тепла течія біля північних берегів Скандинавського і Кольського півостровів, відгалуження теплої Північно-Атлантичної течії. Пересічна річна температура води +4-8°, солоність 35‰. Швидкість 0,9—1,9 кілометри на годину. Завдяки впливові нордкапської течії південна і південно-західна частини Баренцового моря не замерзають.
| Хвиля | Це незавершена стаття з океанології. Ви можете допомогти проєкту, виправивши або дописавши її. |